# Nelson Prudêncio
Nelson Prudêncio (4. dubna 1944 Lins – 23. listopadu 2012 São Carlos) byl brazilský trojskokan.
V letech 1965 a 1967 vyhrál mistrovství Jižní Ameriky v atletice, na Panamerických hrách 1967 byl druhý. Stříbrnou medaili získal také na olympiádě 1968, kde využil vysokohorského prostředí v Ciudad de México k vytvoření světového rekordu 17,27 m, ale posledním finálovým pokusem ho o rekord i prvenství připravil sovětský reprezentant Viktor Sanějev, který skočil 17,39 m. Prudêncio pak získal v letech 1969 a 1971 další dva tituly na jihoamerickém šampionátu, v roce 1971 skončil opět druhý na Panamerických hrách. Na olympiádě 1972 skončil s výkonem 17,05 m třetí za Sanějevem a Jörgem Drehmelem z NDR, na OH 1976 vypadl v kvalifikaci (16,22 m).
Věnoval se také skoku dalekému, v němž vytvořil osobní rekord 736 cm.
Po ukončení sportovní kariéry vyučoval tělesnou výchovu na Federální univerzitě v São Carlos a zastával funkci místopředsedy Brazilské atletické konfederace. Byla mu udělena Brazilská olympijská cena a Medaile za zásluhy o vojenský sport.